# Carlos Quintana
Carlos Darío Quintana (Glew, 11 febbraio 1988) è un calciatore argentino, difensore del Rosario Central.

## Palmarès

### Club

#### Competizioni nazionali
- Campionato argentino: 1

Lanús: Apertura 2007
- Copa de la Liga Profesional: 1

Rosario Central: 2023